# Banco Industrial e Comercial da China
O Banco Industrial e Comercial da China Ltd (ICBC, em chinês 中国工商银行 Zhōngguó Gōngshāng Yínháng) é, medido pelo total de ativos, o maior banco do mundo  e também o maior banco na República Popular da China, junto com o Banco da China, o Banco Agrícola da China e o Banco da Construção Chinês. O valor de mercado da instituição financeira é de 239.5 bilhões de dólares, tornando-o o maior valor de todos os bancos em todo o mundo.
Foi fundado em 1 de Janeiro de 1984. Ao final de 2003 ele tinha ativos da ordem de RMB 5.279 bilhões. O banco tem 19.000 filiais com cerca de 2,5 milhões de clientes de negócio e 150 milhões de clientes individuais. Com mais de 100 lojas fora da Ásia, a empresa também atua no exterior. Financiou em Janeiro 2012 a entrada da China Three Gorges Corporation na EDP e tem uma representação em Lisboa.
As operações em Hong Kong do banco são enumeradas com o nome de "ICBC Asia".
A empresa não deve ser confundida com a empresa chinesa, o Banco Industrial.